# 수성 횡단 소행성 목록
수성 횡단 소행성(Mercury-crosser astroid)은 그 궤도가 수성과 교차하는 소행성이다. 다음 보여주는 표는 수성 횡단 소행성을 나타낸다. 또한「外」는 수성 경계 소행성을 나타낸다.
| 수성 횡단 소행성  | 비고   |
| ----------------- | ------ |
| 1566 이카루스     |        |
| 2101 아도니스     | 「外」 |
| 2212 헤파이스토스 | 「外」 |
| 2340 하토르       | 「外」 |
| 3200 파에톤       |        |
| 3838 에포나       | 「外」 |
| 5143 헤라클레스   | 「外」 |
| (5660) 1974MA     | 「外」 |
| 5786 탈로스       |        |
| (16960) 1998QS52  | 「外」 |
| (24433) 2000OG    | 「外」 |
| (33342) 1998WT24  | 「外」 |
| 37655 이야파      | 「外」 |
| (40267) 1999GJ4   |        |
| (66063) 1998RO1   |        |
| (66146) 1998TU3   | 「外」 |
| (66253) 1999GT3   |        |
| (66391) 1999KW4   |        |
| (66400) 1999LT7   | 「外」 |
| (68348) 2001LO7   | 「外」 |
| (85953) 1999FK21  | 「外」 |
| (85989) 1999JD6   | 「外」 |
| (86667) 2000FO10  | 「外」 |
| (87309) 2000QP    | 「外」 |
| (87684) 2000SY2   |        |
| (88213) 2001AF2   | 「外」 |
| (88254) 2001FM129 | 「外」 |
| (89958) 2002LY45  |        |
| 2008 UU1          |        |

## 같이 보기
- 금성 횡단 소행성 목록
- 지구 횡단 소행성 목록
- 화성 횡단 소행성 목록
- 목성 횡단 소행성 목록
- 토성 횡단 소행성 목록
- 천왕성 횡단 소행성 목록
- 해왕성 횡단 소행성 목록

## 참고 자료
- 로웰 천문대 소행성 데이터 서비스[깨진 링크(과거 내용 찾기)].